# Felo Monzón
Felo Monzón (Las Palmas de Gran Canaria, 4 de abril de 1910- Ibidem, 10 de febrero de 1989), nombre artístico de Rafael Monzón Grau-Bassas, era un artista plástico y pintor español, referente del movimiento indigenista en Canarias así como una de las figuras más relevantes del arte canario de vanguardia. Recibió el Premio de Canarias de Bellas Artes e Interpretación en 1984.

## Trayectoria
Monzón está considerado como uno de los artistas más representativos del arte en las Islas Canarias. Su vida y su obra están íntimamente relacionadas con la Escuela Luján Pérez, de la que fue alumno desde que tenía 15 años y en la que ejerció como profesor y posteriormente como director hasta su muerte en 1989. Como pintor, está considerado como uno de los principales exponentes del movimiento pictórico indigenista en Canarias.
Asistió como alumno a las clases de pintor y miembro fundador y primer director de la Escuela Luján Pérez, Juan Carló, cuyas enseñanzas se basaban en el estímulo del aprendizaje autodidacta del alumnado. Sus primeros dibujos, de marcado carácter expresionista, evolucionaron hacia el indigenismo.
Entre 1933 y 1936 su obra estuvo centrada en el surrealismo, movimiento difundido desde las páginas de la revista Gaceta de Arte. En este periodo alternó su compromiso político con el trabajo artístico, que abandonó durante el periodo de 1936 a 1940 cuando fue encarcelado por su militancia política de izquierda.
A nivel profesional, alternó su producción artística con otros trabajos complementarios con los ebanistas e interioristas Eloy Alonso y el escultor Juan Márquez, así como en el estudio del arquitecto Miguel Martín Fernández de la Torre. 
En 1950 fundó junto a Plácido Fleitas, Juan Ismael, Manolo Millares, Elvireta Escobio, José Julio Rodríguez y Alberto Manrique, el grupo Los Arqueros del Arte Contemporáneo (LADAC), editándose un folleto con texto del pintor español Eduardo Westherdahl e imágenes de una obra de cada uno de los integrantes del grupo.
En junio de 1951, el grupo LADAC mostró sus últimas creaciones artísticas en la galería de arte Syra, de Barcelona, con obra de Felo Monzón, José Julio Rodríguez, Juan Ismael y Manolo Millares. En junio y julio de 1952, se presentaron en El Museo Canario. El grupo LADAC, considerado como el primer intento de renovación contemporánea y tránsito a las vanguardias tras la postguerra civil en Canarias, celebró cuatro exposiciones y varias publicaciones antes de disolver su actividad en 1952.
En 1956, accedió al cargo de director de la Escuela Luján Pérez siendo el cuarto director de esta Escuela tras Juan Carló (1918-1927); Eduardo Gregorio (1927-1947) y Santiago Santana (1947-1956). Su programa de renovación plástica estaba vinculado al Surrealismo. Ocupó este puesto de dirección hasta su fallecimiento en 1989.
En el año 1961 fundó junto a Lola Massieu, Francisco Lezcano, Pino Ojeda, y Rafaely, el Grupo Espacio.
Hay que destacar también su contribución artística a diversas publicaciones y revistas culturales como Mujeres en la isla o el primer y único número de la revista Cartones, con textos de Pedro García Cabrera, Domingo López Torres y Juan Rodríguez Doreste, entre otros, y que contó con dibujos e ilustraciones de Felo Monzón, Juan Ismael y Santiago Santana.

## Estilo pictórico
Monzón, desde su época indigenista hasta la informalista, optó por los colores oscuros, marrones, ocres y negros, así como con verdes oscuros de piteras y cardones, construyendo formas a las que dota de incidencias geométricas y células punteadas que representan un "hálito vital" (así llamaba él a tales mini-cúmulos) sobre la frialdad de la construcción pictórica. Tuvo también una breve y atractiva etapa surrealista hacia 1950.
Su obra temprana es figurativa y la protagonizan los hombres y mujeres de su tierra. A este tipo de pintura se le ha llamado indigenista y Felo Monzón fue uno de sus artífices más destacados. Entre sus influencias formales se cita el muralismo mexicano y el realismo socialista.
Se le consideró como el introductor del arte cinético en Las Palmas de Gran Canaria a mediados de los sesenta, reduciendo sus construcciones a veces a meras "curvas activas" en blanco y negro, acabando por derivar hacia exploraciones telúricas en su investigación de las formas con colores de tierra quemada.
Su sentido de la plástica evolucionó en los años cincuenta entre la abstracción y el figurativismo, abordando experimentos matemáticos y en el arte cinético. 
La actividad expositiva del pintor Felo Monzón a lo largo de su vida fue muy intensa, obteniendo un gran eco en las islas mayores, pero también fuera de las Islas, en Barcelona, Sao Paulo, La Habana o Múnich.

## Activismo político
Afiliado al Partido Socialista Obrero Español (PSOE) desde 1929, Monzón fue encarcelado en 1936. Estuvo sometido a un consejo de guerra, siendo liberado en 1940 del campo de concentración de Gando. Entre 1972 y 1973 vuelve al activismo político a través de su participación en la publicación clandestina de Avance. Con la llegada de la Democracia española, mantuvo diversas diferencias dentro del partido socialista, lo que derivó su posicionamiento político hacia las corrientes independentistas representadas por el partido Unión del Pueblo Canario (UPC) que lideraba Fernando Sagaseta. En 1979 fue elegido consejero del Cabildo Insular de Gran Canaria por este partido  cargo del que cesó en 1983, abandonando las filas del partido UPC y regresando al PSOE.

## Reconocimientos
En 1954, obtuvo el segundo premio de pintura de la VI Exposición Regional de Bellas Artes que organiza el Gabinete Literario de Las Palmas de Gran Canaria por su obra Platanal, y en 1962, consiguió el primer premio en el X Exposición Regional de Bellas Artes, por su obra Construcción horizontal número 109. En mayo de 1966, Monzón fue reconocido con el Gran Premio de Honor de la XII Exposición Regional de Bellas Artes, por su obra Construcción octogonal 135.
El 17 de noviembre de 1983, fue nombrado académico de la Real Academia Canaria de Bellas Artes de San Miguel Arcángel, de Tenerife. Al año siguiente, en 1984, recibió el Premio de Canarias de Bellas Artes e Interpretación que otorga el Gobierno de Canarias a aquella persona o institución cuya labor contribuya a la cultura canaria, en los campos de la pintura, escultura, arquitectura, música, teatro, cine, danza, fotografía y demás expresiones artísticas.
Tras su fallecimiento, se han celebrado diversas muestras antológicas sobre su producción pictórica destacando la realizada en 1999 en el Centro Atlántico de Arte Moderno de Las Palmas de Gran Canaria. En 2010, se inauguró en la Galería de Arte de la Universidad de Las Palmas de Gran Canaria la exposición titulada La Escuela Luján Pérez y la ULPGC a Felo Monzón en su centenario (1910-2010), como homenaje a su figura.
La ciudad de Las Palmas de Gran Canaria cuenta con un centro educativo a su nombre, CIFP Felo Monzón Grau-Bassas.
La ciudad de Las Palmas de Gran Canaria cuenta con una avenida y una plaza que llevan su nombre.
Varios municipios de Canarias cuentan en su callejero con una vía dedicada a Monzón.